# چیپو چونگ
چیپو چونگ (انگلیسی: Chipo Chung؛ زادهٔ ۱۷ اوت ۱۹۷۷) هنرپیشه، کنشگر اهل زیمبابوه است.

## گزیده فیلمشناسی
از فیلم‌ها یا برنامه‌های تلویزیونی که وی در آن نقش داشته‌است می‌توان به آفتاب (۲۰۰۷)، برهان (فیلم ۲۰۰۵) (۲۰۰۵)، ۳۶۰ (۲۰۱۱)، دکتر هو (۲۰۰۷–۲۰۰۸)، شهر هالبی (۲۰۰۷)، کملوت (۲۰۱۱)، شرلوک (مجموعه تلویزیونی) (۲۰۱۲)، در بدلندز (۲۰۱۷) و هل‌بلید: پیشکش سنوئا (۲۰۱۷) اشاره کرد.

## جوایز
وی همچنین برندهٔ جوایزی همچون ۱۰۰ زن بی‌بی‌سی شده‌است.